# Numa Numa

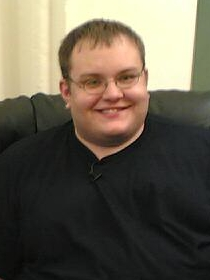
Gary Brolsma in 2006

Numa Numa is een internetfenomeen dat eind 2004 en begin 2005 van start ging. De Amerikaanse internetvlogger Gary Brolsma nam zichzelf op terwijl hij playbackte en gesticuleerde op het nummer "Dragostea din tei" van O-Zone (de Roemeense tekst "nu mă nu mă" is te horen in het refrein). In minder dan drie maanden werd dit filmpje twee miljoen keer bekeken. Sindsdien verschenen er veel parodieën op, onder andere in de televisieseries South Park en NCIS en in de speelfilm Happy Feet Two.
In juni 2012 was het filmpje bijna 700 miljoen keer bekeken.